# Verdun-Ciel
Verdun-Ciel is een fusiegemeente (commune nouvelle) in het Franse departement Saône-et-Loire in de regio Bourgogne-Franche-Comté. De plaats maakt deel uit van het arrondissement Chalon-sur-Saône. Verdun-Ciel is op 1 januari 2025 ontstaan door de fusie van de gemeenten Verdun-sur-le-Doubs en Ciel.